# Террі Джонс (пастор)
Террі Джонс (англ. Terry Jones; нар. 1 жовтня 1951) — американський проповідник, пастор, відомий своїми виступами проти ісламу, наміром спалити Коран та підтримкою антиісламського фільму «Невинність мусульман». Кандидат на виборах Президента США у 2012 і 2016 роках.